# Leder af Underhuset
Lederen af Underhuset er den britiske minister, der har ansvaret for forbindelserne mellem regeringen og Underhuset. Lederen af Huset fungerer blandt andet som politik ordfører for regeringspartiet.
Det er premierministeren, der udnævner lederen af Underhuset. Det er ofte en minister minister uden portefølje, der får posten.
Underhusets leder er ikke formand for Underhuset. Hvervet som formand (mødeleder) varetages af The Speaker of the House of Commons (Husets talsmand), som Underhuset selv vælger. Det er aldrig en minister, der er Speaker.
Det er meget sjældent, at Underhuset vælger en tidligere leder af Huset til Speaker. Dette skete dog i 1971 – 1976, da Selwyn Lloyd var Speaker. Han havde været leder af Underhuset i 1963 – 1964.

## Ledere af Underhuset siden 1963
- 1963 – 1964: Selwyn Lloyd
- 1964 – 1966: Herbert Bowden
- 1966 – 1968: Dick Crossman
- 1968 – 1970: Fred Peart
- 1970 – 1972: Willie Whitelaw
- 1972 – 1972: Robert Carr
- 1972 – 1974: Jim Prior
- 1974 – 1976: Edward Short
- 1976 – 1979: Michael Foot
- 1979 – 1981: Norman St John-Stevas
- 1981 – 1982: Francis Pym
- 1982 – 1987: John Biffen
- 1987 – 1989: John Wakeham
- 1989 – 1990: Geoffrey Howe
- 1990 – 1992: John MacGregor
- 1992 – 1997: Tony Newton
- 1997 – 1998: Ann Taylor
- 1998 – 2001: Margaret Beckett
- 2001 – 2003: Robin Cook
- 2003 – 2003: John Reid
- 2003 – 2005: Peter Hain
- 2005 – 2006: Geoff Hoon
- 2006 – 2007: Jack Straw
- 2007 – 2010: Harriet Harman
- 2010 – 2012: Sir George Young
- 2012 – 2014: Andrew Lansley
- 2014 – 2015: William Hague
- 2015 – 2016: Chris Grayling
- 2016 – 2017: David Lidington (Regeringen Theresa May)[1]
- 2017 – 2019: Andrea Leadsom (Regeringen Theresa May II)[2]
- 2017 – 2017: Mel Stride (Regeringen Theresa May II)[3]
- 2019 – 2022: Jacob Rees-Mogg (Regeringen Johnson)
- 2022 – 2022: Mark Spencer
- siden 2022: Penny Mordaunt